# 哈维尔·莫斯科索
哈维尔·莫斯科索·德尔普拉多-穆尼奥斯（西班牙語：Javier Moscoso del Prado y Muñoz，1934年10月7日—2025年7月16日）是西班牙检察官。1982年至1986年担任西班牙首相府大臣。

## 生平
1934年生于洛格罗尼奥。毕业于萨拉戈萨大学法学专业，在斯特拉斯堡大学进修比较法。1960年开始在地方检察院任职。1967年3月被任命为潘普洛纳省级法院助理检察官。1982年至1986年在第一次冈萨雷斯内阁中出任首相府大臣。1986年至1990年担任西班牙国家检察院总检察长。1995年开始担任法律文刊汤森路透阿兰萨迪出版社编委会主席。1996年至2001年为司法权总委员会成员。
2006年4月作为工人社会党的代表参加了与恐怖组织埃塔的谈判。

## 荣誉
- 圣雷蒙多·德佩尼亚福特勋章（1990年）[8]
- 劳动功绩金质奖章（2017年）[9]